# Smoothfood
Smoothfood (engl. smooth = geschmeidig, weich; food = Essen – also: weiches Essen) ist ein um 2010 entwickeltes Konzept, das darauf abzielt Menschen mit dauerhaften Kau- und Schluckstörungen mit Techniken der Molekularküche schmackhafte, ansprechend gestaltete und gesunde Essensangebote machen zu können. Die Zielgruppe erstreckt sich dabei im Wesentlichen auf alte, aber auch auf erkrankte Menschen.

## Beschreibung
Selbst Menschen mit schwersten Schluckbeschwerden soll auf diesem Weg noch ein positives Geschmackserlebnis ermöglicht werden, oder in einigen Fällen auch eine Rückkehr von der Sondenernährung. Teilweise wird versucht "echte" Lebensmittel nachzubilden (z. B. Hühnerschenkel oder Bratwurst), oder zumindest eine optisch ansprechende Gestaltung, z. B. ähnlich einer Pastete. Als Grundlage werden klassische Lebensmittel, von roh bis gegart, durch Pürieren, Passieren, oder andere Verfahren möglichst schonend zerkleinert und anschließend als stabilisierter Schaum oder Gelee angeboten. Durch die hierbei verwendeten natürlichen, texturgebenden Stoffe (gewonnen aus Algen, Sojabohnen oder Pflanzenfasern) lassen sich dauerhaft schnittfeste Strukturen erzielen, die erst im Mund zerfließen und dann wieder leicht schluckbar sind.
Da diese texturgebenden Stoffe im Handel verfügbar sind, ist es auch Angehörigen möglich, anhand vorhandener Rezepte und verfügbarer Formen diese Lebensmittelnachbildungen zu erstellen.
Im Rahmen eines von der EU geförderten Projekts geht es auch darum, für die Herstellung solcher Lebensmittel 3-D-Drucker zu verwenden.